# Poppo von Osterna

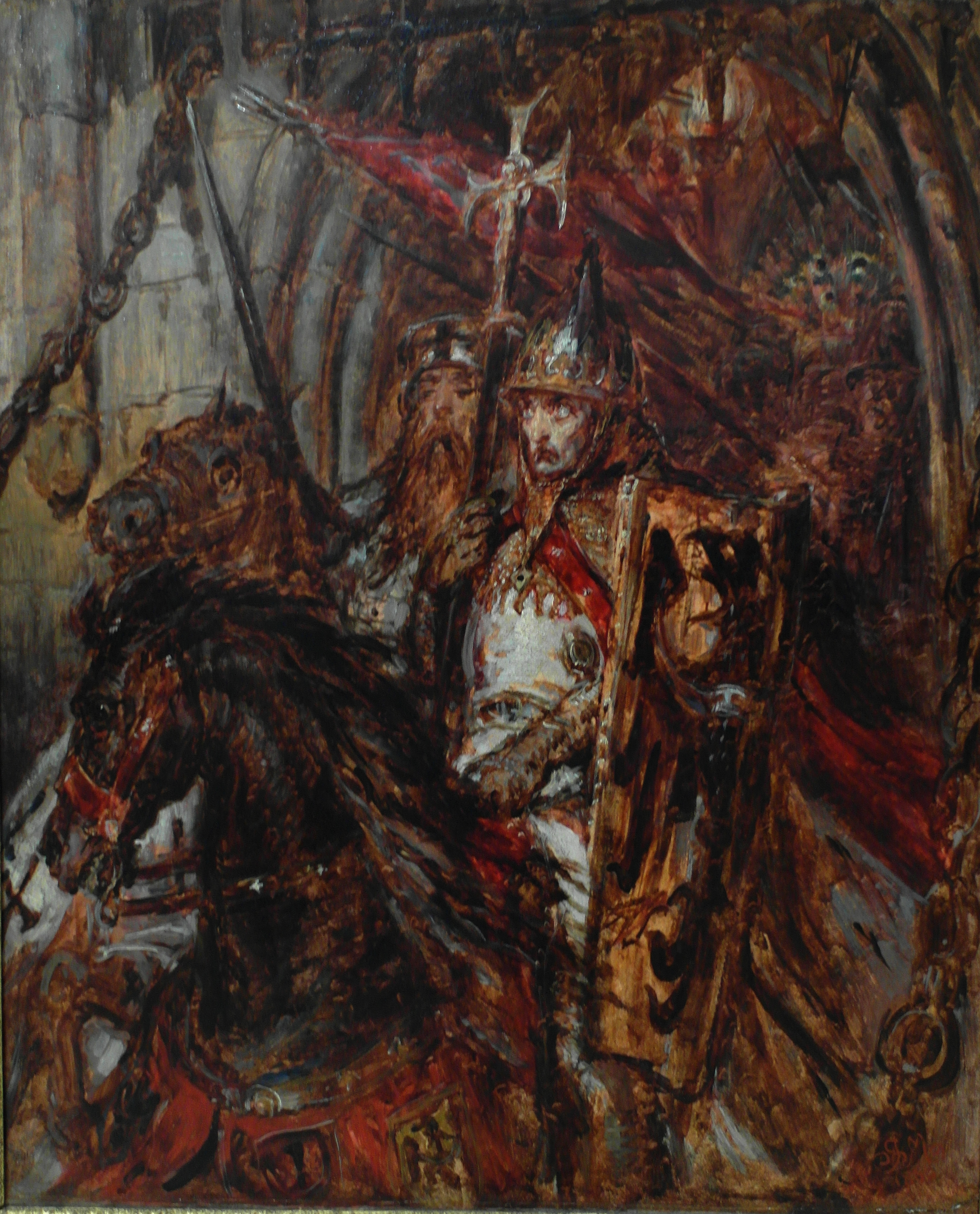
Wyjazd Henryka II Pobożnego z Legnicy, szkic Jana Matejki z 1866 roku, obok późniejszy wielki mistrz krzyżacki Poppo von Osterna

Poppo von Osterna, także Poppo von Osternohe, Osternach (urodz. ?, zm. 6 listopada prawd. 1267) – mistrz krajowy pruski w latach 1240–1242 oraz w latach 1244–1247, wielki mistrz zakonu krzyżackiego w latach 1253–1256. Prekursor aktywnej polityki pruskiej zakonu.

## Życiorys
Pochodził z frankońskiego rodu rycerskiego, którego siedzibą był zamek Osternohe pod Norymbergą.
Do zakonu krzyżackiego wstąpił w połowie 1228 roku. Jego pozycja w zakonie szybko rosła, czego przejawem jest odnotowanie jego obecności w Prusach w 1233 w charakterze wysłannika wielkiego mistrza. W czasie tego pobytu w 1233 brał udział w lokacji Chełmna i Torunia. Prawdopodobnie osiedlił się wówczas w Prusach, przypuszczalnie jako jeden z pierwszych braci rycerzy. Jego pobyt na ziemiach pruskich w tym czasie jest trudny do zweryfikowania, niewątpliwie też z racji obowiązków zakonnych musiał często przebywać w innych miejscach Europy.
Los ponownie związał Poppona z prowincją pruską w 1239 roku. Przebywał on wtedy w Würzburgu na kapitule prowincjonalnej, podczas której zmarł mistrz krajowy Prus i Inflant Hermann von Balk. Kapituła powołała na wolny urząd Poppona von Osterna, ale ostatecznie na tym stanowisku zatwierdził go dopiero w 1240 roku wielki mistrz Konrad von Thüringen. Zwłoka spowodowana była długim wakatem na urzędzie wielkiego mistrza (decydującego o nominacjach personalnych) po śmierci Hermanna von Salza. Na urzędzie mistrza krajowego pruskiego von Osterna w nieznanych bliżej okolicznościach został w końcu roku 1241 lub bardziej prawdopodobnie na początku 1242 zastąpiony przez Henryka von Weida. Następne lata spędził w Niemczech, biorąc między innymi udział w poselstwie krzyżackim w Austrii oraz zbierał fundusze na wojnę z księciem gdańskim Świętopełkiem.
W krytycznej sytuacji Krzyżaków w Prusach po klęsce z Litwinami pod Rządzem, w 1244 roku Poppo powrócił do Prus na czele posiłków mających wzmocnić siły zakonu. Tam po rezygnacji Henryka von Weidy Poppo von Osterna przyjął ponownie stanowisko mistrza krajowego prowincji pruskiej. Rządy jego przypadły na ciężki okres walk z księciem pomorskim Świętopełkiem oraz Prusami podczas pierwszego powstania. Przeciwko Pomorzanom zorganizował dwie skuteczne wyprawy, w których rozbił siły Świętopełka i zmusił go do negocjacji. Krótkim epizodem pierwszej z wypraw (krótko po objęciu rządów) był bunt współbraci, którzy zażądali w związku z tym przywrócenia poprzedniego mistrza krajowego, spór ten jednak zdołał von Osterna szybko załagodzić. W roku 1247 Poppo zrezygnował z funkcji mistrza krajowego i opuścił Prusy.
W latach 1248–1253 przebywał w Niemczech. W 1253 r., w ponad pół roku po śmierci poprzednika (1252), z poparcia stronnictwa procesarskiego został wybrany Wielkim Mistrzem Krzyżackim. Propapieska mniejszość zebranych na kapitule nie uznała tego wyboru i ogłosiła wielkim mistrzem Wilhelma von Urenbach. Swoją politykę pragnął silnie związać z Prusami, na tereny których pragnął przenieść punkt ciężkości Zakonu Krzyżackiego.
Krótko po objęciu funkcji Poppo von Osterna przybył do Prus i rozpoczął kampanię wojenną na terenach Jaćwingów. W 1254 r. przybył do Czech w poselstwie do króla Przemysła Ottokara II. W wyniku tego spotkania uzyskał wsparcie zbrojne dla krucjaty na terenie Sambii. Ekspedycja pod wodzą samego króla dotarła do Prus w styczniu 1255 roku i przechyliła szalę zwycięstwa na rzecz Krzyżaków, którzy do wiosny tego roku zdołali pokonać Prusów. W walkach lat 1254–1255 von Osterna brał bezpośredni udział. Ich rezultatem był podbój tych ziem. W celu utrzymania zdobyczy jeszcze w 1255 r. wielki mistrz zmusił zniewolonych mieszkańców do budowy grodu w Królewcu, oraz kilku zamków nad Zalewem Wiślanym. W tymże jeszcze roku udał się do papieża Aleksandra IV, prawdopodobnie chcąc zażegnać rozłam w zakonie z 1253 r. W Rzymie ogłosił chęć rezygnacji z urzędu. Na specjalnie zwołanej kapitule zakonnej w lecie 1256 r. – mimo dużego sprzeciwu wśród braci zakonnych – złożył urząd wielkiego mistrza, pozostając tylko bratem rycerzem.
Po rezygnacji z urzędu udał się na powrót do Prus, zmierzając doń przez Polskę. 24 lipca 1256 roku w był rozjemcą pomiędzy zwaśnionymi władcami Świętopełkiem a Przemysłem I. Niegdysiejszy mistrz zakonu krzyżackiego, podpisany pod traktatem już jako zwykły brat zakonny, został gwarantem rozejmu, jaki zawarli w Kcyni polscy książęta.
Niewiele wiadomo o dalszych losach Poppona von Osterny. Szerszym echem odbył się spór o beneficjum, którego zażądał po złożeniu urzędu wielkiego mistrza jako swoje zabezpieczenie. Byłby to groźny precedens, stąd spotkało się to z protestem braci zakonnych, odwołujących się do papieża. Ten w 1257 r. zakończył spór wyjaśniając, że byłym urzędnikom zakonu nie należą się uposażenia. Źródła podają trzy informacje dotyczące pobytu von Osterny w Prusach w późniejszym okresie: w 1258, w 1264 i 1266 u boku wielkiego mistrza Annona von Sangershausena. Najprawdopodobniej von Osterna osiedlił się na stałe w Prusach i mieszkał tam do końca życia, z krótką przerwą w latach 1264–1265, gdy sprawował urząd komtura Ratyzbony.
Nie znamy rocznej daty śmierci Poppona von Osterny. Jednakże dzięki zapisowi w nekrologu wiadomo, że zmarł 6 listopada. Najprawdopodobniej był to 6 listopada 1266 lub 1267 roku. Jest dość prawdopodobne, że w 1267 r. był świadkiem podniesienia relikwii św. Jadwigi w Trzebnicy. Zgodnie z drugą z hipotez odnośnie do daty jego śmierci oznacza to, że zmarł w trakcie pobytu na Śląsku. Tłumaczyłoby to też miejsce jego pochówku. Prawdopodobnie bowiem został on pochowany w kościele franciszkanów św. Jakuba we Wrocławiu, obok Henryka II Pobożnego. Łączone jest to nieraz też z domniemanym udziałem wielkiego mistrza krzyżackiego w przegranej przez siły polskie bitwie pod Legnicą w 1241 r. (późniejsza legenda dopisała wątek poniesienia w bitwie śmierci u boku polskiego księcia, co nie mogło być prawdą).
Inna hipoteza przyjmuje za miejsce jego pochówku opactwo Mallersdorf w Dolnej Bawarii.